# 丰坊
丰坊（1492年—1563年），字存禮，又字人翁，號南禺外史，晚年更名道生。浙江宁波府鄞县（今浙江宁波）人。明朝书法家、篆刻家、藏书家，榜眼豐熙之子。

## 生平
正德十四年（1519年）中式己卯科浙江鄉試第一名舉人。嘉靖二年（1523年）登癸未科二甲进士，任南京吏部考功司主事，因吏议謫通州同知，免官歸里。丰坊博學工文，然而個性狂妄怪誕。其父豐熙在大禮議中堅守禮法，遭遣戍福建。豐坊居家貧困，欲效仿張璁、夏言等以片言求得顯貴。嘉靖十七年（1538年），他詣闕上書，請建明堂，又稱宜加獻皇帝廟號稱宗，以配上帝。世宗大喜，并采纳實行。時人皆惡豐坊違背父志。次年，豐坊又進《卿雲雅詩》一章，詔付史館。然而豐坊待命多時，最終沒有得到進擢，只得回鄉。晚年穷困潦倒，寄居于寺庙，病逝于僧舍。

## 书法篆刻
善于书法理论，“五体并能”，有“书学渊博”之称；亦善于临摹前代书法，几乎可以乱真。书法最擅草书，腕力极健。他還工于篆刻，自成一家。书法代表作有《逍遥游》、《草书七绝》、《自书诗》等。

## 藏书
丰家为鄞县大户，历代做官的人很多，家境殷实。丰坊自己有很高的文学艺术修养，工于文，精书法。丰坊家中有藏书楼名万卷楼，藏书有数万卷之多，为当时东南著名的私家藏书楼；丰坊自己“负郭田千余亩，尽鬻以购法书名贴”。丰坊后来家道中落，家财散尽，无力支持万卷楼之藏书。其藏书中的宋椠和写本，被门生和晚辈偷走挪移过半。藏书楼后来又失火，致楼中藏书佳本所剩无几。
丰坊之万卷楼与天一阁渊源颇深。丰坊与大藏书家范钦私交甚好。早年范钦曾经到丰坊的万卷楼抄书。丰坊曾经为范钦作《藏书记》一文。据说万卷楼所剩之藏书后来悉数卖给了天一阁。
丰坊在藏书之余，又自己伪造了不少所谓的“古本”、“古书”。如《河图》石本，《鲁诗》石本，《大学》石本，朝鲜《尚书》，日本《尚书》等。

## 家族
曾祖丰庆，右布政使；祖丰耘，教授，加封奉直大夫右春坊右谕德；父丰熙，奉直大夫、协正庶尹、右春坊右谕德。母史氏，加封宜人。重庆下，兄丰址、丰垣；弟丰墀。

## 评价
- 评其伪造古书：“其著述未免欺人，其翰墨洵可传世也。”——吴焯《绣谷亭薰习录》
- 评其伪造古书：“贻笑儒林，欺罔后学。”——全祖望《天一阁藏书记》
- 评其嗜书：“读书注目而视，瞳子尝堕眶外半寸，人有出其左右，不知也。”——黄宗羲《丰南禺别传》

## 著作
- 《藏书记》
- 《书诀》
- 《〈易〉辩》
- 《古书世学》
- 《〈鲁诗〉世学》
- 《〈春秋〉世学》
- 《〈诗〉说》

## 外部連結
- 明清著名藏书家——丰坊 （页面存档备份，存于）
- 新华网 丰坊自书诗卷 （页面存档备份，存于）
- 名家书法欣赏—丰坊